# Ondertoezichtstelling
Ondertoezichtstelling (OTS) is een kinderbeschermingsmaatregel die de kinderrechter kan opleggen als een minderjarige ernstig in zijn ontwikkeling wordt bedreigd. De ondertoezichtstelling wordt slechts uitgesproken als de ouders de vrijwillige jeugdhulp niet of onvoldoende accepteren, maar de verwachting gerechtvaardigd is dat zij binnen afzienbare tijd weer in staat zijn om de verantwoordelijkheid voor de verzorging en opvoeding van de minderjarige te dragen. De ondertoezichtstelling wordt onder meer opgelegd wanneer kinderen probleemgedrag vertonen (bijvoorbeeld ongeoorloofd schoolverzuim, weglopen van huis en delinquent gedrag) of lijden onder (ernstige) psychiatrische problematiek en gedragsstoornissen. Ook kindermishandeling, verwaarlozing, seksueel misbruik, pedagogische onmacht, verslavingsproblematiek en psychiatrische problemen van de ouders, kunnen gronden zijn om een minderjarige onder toezicht te stellen. In 2019 stonden in Nederland in totaal 32.475 minderjarigen onder toezicht, in 2020 was er sprake van een lichte stijging naar in totaal 32.543 minderjarigen.
De Raad voor de Kinderbescherming (RvdK) en het Openbaar Ministerie (OM) kunnen een verzoek tot ondertoezichtstelling indienen bij de kinderrechter. Daarnaast is de ouder/verzorger van de minderjarige bevoegd tot indiening van het verzoek, maar alleen als de RvdK niet tot het verzoek overgaat.
De kinderrechter kan de ondertoezichtstelling voor een periode van maximaal één jaar opleggen. Zolang de ernstige ontwikkelingsbedreiging van de minderjarige niet is weggenomen, kan de kinderrechter de ondertoezichtstelling telkens verlengen met maximaal één jaar. De kinderrechter kan de ondertoezichtstelling ook tussentijds opheffen als de concrete bedreigingen voor de minderjarige reeds zijn weggenomen.

## Uitvoering van de OTS
Sinds de inwerkingtreding van de Jeugdwet op 1 januari 2015 is een gecertificeerde instelling verantwoordelijk voor de uitvoering van de ondertoezichtstelling. De gecertificeerde instelling wijst het gezin veelal een gezinsvoogdijwerker (in de praktijk ook wel gezinsvoogd of gezinsmanager genoemd) toe. De gezinsvoogdijwerker stelt samen met het gezin een hulpverleningsplan of plan van aanpak op. De gezinsvoogdijwerker houdt toezicht op de minderjarige en zorgt dat de minderjarige en zijn ouder(s) steun en hulp worden geboden, zodat de concrete bedreigingen in de ontwikkeling van de minderjarige, binnen de duur van de ondertoezichtstelling, worden weggenomen. De gezinsvoogdijwerker geeft de ouders daarbij zoveel mogelijk de ruimte om zelf de verantwoordelijkheid voor de verzorging en opvoeding van hun kinderen te dragen. 
Kenmerkend voor een ondertoezichtstelling is dat de gecertificeerde instelling, naast het vaststellen van een hulpverleningsplan, ook schriftelijke aanwijzingen kan geven die de minderjarige en zijn ouders moeten opvolgen. Te denken valt aan het volgen van een cursus door de minderjarige, (gedrags)therapie bij een psycholoog, het ondergaan van een orthopedagogische behandeling dan wel plaatsing van de minderjarige in een dagbestedingscentrum (semi-residentiële voorziening). De gecertificeerde instelling kan de schriftelijke aanwijzing laten bekrachtigen door de kinderrechter. Als de ouders weigeren de schriftelijke aanwijzing uit te voeren, kan de gecertificeerde instelling de kinderrechter verzoeken om wettelijke dwangmiddelen (dwangsom of lijfsdwang) toe te passen, tenzij dit niet in het belang van het kind wordt geacht. De ouders en de minderjarige kunnen de kinderrechter verzoeken de schriftelijke aanwijzing geheel of gedeeltelijk vervallen te verklaren dan wel in te trekken. 
Het gezag over het kind blijft bij de ouders en het kind blijft in eerste instantie thuis wonen. Als het echter in het belang van het kind is, kan besloten worden door de rechter het kind in een tehuis of pleeggezin te plaatsen, dit heet uithuisplaatsing. Als blijkt dat het voor het kind noodzakelijk is om per direct uit huis geplaatst te worden, kan de kinderrechter bepalen dat het kind voorlopig onder toezicht gesteld wordt.
Wanneer blijkt dat de ouders niet meer in staat zijn de opvoeding van de kinderen weer volledig op te nemen of wanneer dit aan het kind ernstige (psychische) schade zou kunnen toebrengen, kan de gezinsvoogd bij de kinderrechter een verzoek tot ontheffing indienen. Dit houdt in dat de ouder wordt ontheven uit zijn/haar ouderlijk gezag over de jeugdige. De gezinsvoogdijinstelling kan dan de voogdij op zich nemen, maar ook familieleden of pleegouders kunnen dan de voogdij krijgen. Kinderen komen tevens onder voogdij te staan wanneer hun gezagsdragende ouders afwezig/onvindbaar of overleden zijn of wanneer een minderjarige moeder een kind krijgt.